# William B. Spencer
William Brainerd Spencer, född 5 februari 1835 i Catahoula Parish i Louisiana, död 12 februari 1882 i delstaten Veracruz i Mexiko, var en amerikansk jurist och politiker (demokrat). Han var ledamot av USA:s representanthus 1876–1877. Därefter tjänstgjorde han som domare i Louisianas högsta domstol 1877–1880. Till representanthuset kom han mitt i valperioden efter att ha bestridit valresultatet med framgång och han avgick dessutom före valperiodens slut för att ta emot sin domarutnämning.
Spencer efterträdde 1876 Frank Morey som kongressledamot och efterträddes 1877 av John E. Leonard.